# Степпенвулф
Степпенвулф (англ. Steppenwolf), или Степной Волк — суперзлодей комиксов издательства DC Comics. Впервые появился в комиксе New Gods vol. 1 № 7 (февраль 1972), создан писателем и художником Джеком Кирби. Персонаж является представителем расы Новых Богов, родная планета которых — Апоколипс. Входит в команду под названием Элита Дарксайда.

## Биография
Представитель расы Новых Богов, Степпенвулф (в переводе с немецкого обозначает «степной волк», или койот) является младшим братом Хеггры и дядей Юксэса (более известен под именем Дарксайд). Он является участником команды, которая именуется Элита Дарксайда. Возглавил вооружённые силы Апокалипсиса, после того как Юга Хан был отправлен в тюрьму под названием Исходная Стена, а Хеггра пришла к власти. Для передвижения использует ховербайк, который с технической точки зрения находится на одном уровне с аппаратом Ориона.
Степпенвулф является одной из первых жертв, которая осталась жива после нападения Думсдэя — монстра, известного тем, что однажды убил Супермена. 245 000 лет назад Степпенвулф сопровождал Дарксайда вместе с Мастером Погрома и небольшой командой на планету Билан 5. Данная планета содержит природные материалы, которые нужны Апокалипсису для вооружения. Принудительный брак между Дарксайдом и принцессой планеты Билан 5 приходит к концу, когда нападает Думсдэй. В результате такого нападения погибает Мастер Погрома, который был буквально разорван на куски Думсдэем. В это время Дарксайд игнорирует просьбу Степпенвулфа использовать Лучи Омеги и вступает в рукопашный бой с монстром. Степпенвулф видит, что вызванные ими разрушения обрекли планету и всех, кто живёт на ней. Он телепортирует Дарксайда в безопасное место и соглашается с ним в том, что о данном случае никому не нужно рассказывать. Тем временем Думсдэй также покидает планету Билан 5, воспользовавшись кораблём Апокалипсиса.
Представлен в комиксе New Gods № 7, в ретроспективных кадрах, помогает Дарксайду убить Авию, которая является женой правителя Нового Генезиса, Исайи. Но позже Верховный Отец находит и убивает Степпенвулфа в отместку за убийство своей жены, такие действия приводят к повторному разжиганию войну между Апокалипсисом и Новым Генезисом. Позже Степпенвулф был возрождён Дарксайдом.
Спустя некоторое время Степпенвулф вновь появляется, когда Мистер Чудо получает богоподобную силу над жизнью и смертью. Его мучает Скотт Фри за его роль в убийстве его матери (или предполагаемой матери), и в ответ на его поступок он подвергает его физическим пыткам. В конечном счёте, вместо того чтобы убить его, Скотт исцеляет Степпенвулфа и высылает его с легионом Дарксайда.
Он появляется в комиксе New Gods vol. 2 № 6 с новым костюмом. Степпенвулф получает работу по управлению вооружёнными силами Дарксайда. Позже был замечен в сражении с Флэшем (Барт Аллен) и Лигой справедливости Америки.
В комиксе Terror Titans № 2 Степпенвулф появляется как лидер совета Клуба Тёмной Стороны. Тем не менее был быстро убит новыми Королём Часов, который начал завоёвывать контроль над клубом.

### The New 52
Во время событий The New 52, которые происходят после событий ограниченной серии Флэшпоинта 2011 года, введена новая версия Земли-2 (которая является домом Общества справедливости Америки). Степпенвулф, командуя парадемонами, проводит массивное вторжение на планету. В конечном счёте героям с Земли удаётся успешно отразить нападение захватчиков, но Супермен, Бэтмен и Чудо-женщина того мира погибли в сражении. Спустя время становится ясно, что Степпенвулф скрывается на Земле-2, а за его поимку объявлено вознаграждение в размере $300 млн. В конце концов был убит Биззаро.
Степпенвулф также появляется кратко в выпуске Justice League в The New 52, участвуя в пытках Супермена на Первой Земле. Степпенвулф рассматривается как помощник Дарксайда, когда он движется атаковать Анти-Монитора.

## Способности
Существа с Апокалипсиса называют себя богами и живут в царстве под названием Четвёртый Мир, которое находится за пределами обычного пространства и времени. Их сила происходит из-за их относительной близости к источнику энергии, которая подпитывает способности существ с Апокалипсиса.
Степпенвулф бессмертен и обладает сверхчеловеческой силой, отличной скоростью, выносливостью и рефлексами. Являясь очень талантливым военачальником, он командует вооружёнными силами Апокалипсиса. Степпенвулф владеет разнообразным оружием, включая кабельную ловушку, с помощью которой может поймать противника и из которой может стрелять смертельными лучами. Но всё же его главным оружием является электротопор. Он также мастер по фехтованию и является грозным противником в рукопашном бою.

## Вне комиксов

### Мультсериалы
- Степпенвулф появляется в мультсериале «Супермен», который выходил в период с 1996 по 2000, роль персонажа озвучил Шерман Говард. Степпенвулф появляется в эпизоде под названием «Апокалипсис», он вместе с ордой парадемонов нападает на Метрополис в поисках Супермена.
- Степпенвулф появился в мультсериале «Лиги справедливости», роль персонажа озвучил Кори Бертон. Его можно увидеть в эпизоде под названием «Сумерки».
- Степпенвулф появляется в мультсериале «Бэтмен: отважный и смелый», выходившем с 2008 по 2011 год, роль персонажа озвучил Кевин Майкл Ричардсон. Он появляется в эпизоде под названием «Поединок двойных нарушителей» в качестве чемпиона арены Монгула.
- Степпенвульф появляется в мультсериале «Харли Квинн». Появляется в нескольких сериях 4 сезона.

### Фильмы
- Альтернативная версия Степпенвулфа делает неговорящее камео в полнометражном мультфильме «Лиге справедливости: Боги и монстры».
- Степпенвулф появился в качестве камео в виде голограммы на криптонском корабле в расширенной версии фильма «Бэтмен против Супермена: На заре справедливости».
- Степпенвулф появился в фильме «Лига справедливости», где его озвучил Киаран Хайндс. По сюжету он является главным антагонистом.[9]
- Изменённая версия Степпенвульфа появляется в режиссёрской версии фильма «Лига Справедливости». Степпенвулф — командующий армией парадемонов, пытающийся искупить вину перед Дарксайдом.